# Бюшер
Бюше́р (фр. Buchères) — коммуна во Франции, находится в регионе Шампань — Арденны. Департамент — Об. Входит в состав кантона Буйи. Округ коммуны — Труа.
Код INSEE коммуны — 10067.
Коммуна расположена приблизительно в 150 км к юго-востоку от Парижа, в 85 км южнее Шалон-ан-Шампани, в 8 км к юго-востоку от Труа.

## Население
Население коммуны на 2008 год составляло 1414 человек.
| 1962 | 1968 | 1975 | 1982 | 1990 | 1999 | 2008 |
| ---- | ---- | ---- | ---- | ---- | ---- | ---- |
| 602  | 727  | 1072 | 1314 | 1328 | 1345 | 1414 |

## Экономика
В 2007 году среди 918 человек в трудоспособном возрасте (15—64 лет) 670 были экономически активными, 248 — неактивными (показатель активности — 73,0 %, в 1999 году было 72,2 %). Из 670 активных работали 627 человек (321 мужчина и 306 женщин), безработных было 43 (24 мужчины и 19 женщин). Среди 248 неактивных 73 человека были учениками или студентами, 102 — пенсионерами, 73 были неактивными по другим причинам.